# Религиозный экстремизм
Религио́зный экстреми́зм — разновидность экстремизма, в основе которого лежит определённая религиозная идеология и деятельность (практика), присущие отдельным лицам, принадлежащим к различным религиозным организациям и конфессиям, группам и течениям, которые отличаются приверженностью крайне радикальным и фундаменталистским взглядам на толкование некого вероучения, стремятся вступить в непримиримое противостояние (включая всестороннее применение физического насилия, насильственный захват власти, насильственное изменение государственного строя) с существующими религиозными традициями с целью их коренного изменения или уничтожения. Основой религиозного экстремизма является проявление крайней степени жестокости и агрессивности в сочетании с демагогией. Религиозный экстремизм способствует резкому росту напряжённости, возникающему внутри религиозного сообщества. В современном мире религиозный экстремизм складывается, как вторжение в жизнь общества религиозных или же псевдорелигиозных организаций, при помощи которых делается попытка воплотить соответствующие модели поведения индивидов и переустройства как отдельно взятого религиозного общества (внутриконфессиональный и межконфессиональный экстремизм), так и всего мира посредством модели глобализации.
Религиозный экстремизм может привести к религиозному терроризму, где религиозная идентичность используется как мотивация к терроризму.

## Истоки религиозного экстремизма
Политолог, эксперт по вопросам безопасности Н. А. Наматов высказывает мнение, что религиозный экстремизм возник как «тенденция, выражающая отрицательную реакцию консервативных религиозных кругов (19-20 вв.) на секуляризацию, то есть эмансипацию науки, культуры и общественной жизни от религии, что стало причиной маргинализации последней» и представляет собой противоположность модернизму. Он указывает, что само понятие «религиозный экстремизм» имеет непосредственную связь с рядом «предпринятых некоторыми североамериканскими протестантами антимодернистских публикаций — „The Fundamentals. A Testimony to the Truth“ („Основы. Свидетельства истины“, 1910-12), в которых провозглашалась верность таким традиционным вероучительным представлениям, как безошибочность Священного писания в каждой детали, рождение Христа от девы, его физическое воскресение и физическое второе пришествие, заместительная теория искупления (согласно которой Богочеловек Христос пострадал на кресте вместо человека)», и таким образом открылось поле для полемики между представителями двух жёстко противоположных лагерей — экстремистами и модернистами. В то же время он отмечает, что сегодня это понятие имеет более широкое значение, поскольку «под религиозным экстремизмом понимается устойчивая религиозная установка или один из типов современного религиозного сознания, характерный прежде всего для т. н. авраамических религий — иудаизма, христианства и ислама, но имеющий также параллели в индуизме, сикхизме, буддизме, конфуцианстве». Наматов обращает внимание на то, что несмотря на разницу проявлениях экстремистских тенденций в различных областях религиозной жизни, «можно говорить о глобальном религиозном экстремизме как особом феномене, появление которого датируется серединой 1970-х годов и связано с такими явлениями, как рост христианского экстремизма в протестантских церквах США и Латинской Америке, с типологически схожими католическими движениями (например, Opus Dei), с „исламским фундаментализмом“ аятоллы Хомейни, израильским движением Gush Emunim и др.»

## Основные причины
Кандидат философских наук, доцент кафедры философии, социологии и истории Воронежского государственного технического университета Ю. В. Ахромеева отмечает, что религиозный экстремизм может иметь интеллектуальные, политические, психологические, религиозные, социальные и политические причины. Она указывает, что причины развития и распространения религиозного экстремизма могут «находиться в самом человеке, в его взаимоотношениях с членами семьи, родственниками, может быть обнаружен в противоречиях между внутренним миром экстремиста и окружающим обществом, между верой и поведением, идеалами и реальностью, религией и политикой, словами и поступками, мечтами и фактическими достижениями, светским и божественными». Кроме того причинами религиозного экстремизма могут служить «отсутствие полноценного знания о целях и сути самой религии, правильного понимания её внутренней системы и целей, фанатичная нетерпимость и жестокость, которые заставляют экстремиста слепо следовать исключительно своим собственным предрассудкам и не позволяют принимать во внимание интересы окружающих людей и объективные обстоятельства, стремление к запретам и ограничениям, показная и постоянная чрезмерность в религиозном поведении и тенденция заставить других поступать так же».
Н. А. Наматов выделяет следующие причины:
- социальные и экономические кризисы
- разрушение структур политической системы
- падение уровня жизни существенной части населения
- подавление властями инакомыслия и оппозиции, национальное угнетение
- стремление лидеров политических партий и религиозных групп ускорить осуществление своих целей

## Составляющие религиозного экстремизма
Ю. В. Ахромеева отмечает, что «в основе религиозного экстремизма лежит идея превосходства адептов религиозной группы (обладающих особым званием, статусом) над остальными людьми» и указывает, что подобного рода идеи встречаются «в гностицизме и оккультизме, в доктрине движения Новой Эры, а учение New Age является мировоззренческим фундаментом большинства нетрадиционных религиозных верований», которые «являются одной из современных форм религиозного экстремизма». Кроме того обращает внимание на то, что «религиозный и культурный фундаментализм в равной степени могут стать основой для возникновения религиозного экстремизма». Религиозный экстремизм возникает тогда, когда возникает необходимость в «чистой религиозности», направленной на «очищение» и «преображение» внешнего мира. Ахромеева обращает внимание на мнение социолога А. В. Дмитриева, что «идейным обоснованием терроризма служат те разновидности религиозных учений, которые носят экстремистский, тоталитарный характер. Многие из них отпочковываются от традиционных религий, подвергая их определённой ревизии. Они тенденциозно трактуют их основные положения, вырывая из контекста, дают акценты на одних догматах в ущерб другим».
Н. А. Наматов указывает, что питательной социальной почвой для религиозного экстремизма являются маргинальные слои общества, а также представители религиозных и националистических движений. Кроме того вовлечёнными могут оказаться часть студенчества и интеллигенции недовольные существующим порядком, и некоторые группы из числа военных. В качестве способов достижения своих целей по разрушению и дестабилизации действующей политической системы религиозные экстремисты используют демагогию, устраивают беспорядки, акты гражданского неповиновения, террористические акты и партизанскую войну. При этом они в целом отвергают какое-либо ведение переговоров, поиски соглашений и/или компромиссов, основанных на взаимных уступках. В тех случаях, когда религиозный экстремизм сочетается с терроризмом, то «предполагает готовность пожертвовать жизнью в доказательство верности идее». Также признаком религиозного экстремизма является фанатизма, поскольку «только абсолютный этический релятивизм может оправдать насильственное лишение человека жизни для достижения политических или идеологических целей», причём «чем меньше группа, тем больше в ней фанатизма». Наматов в связи с этим отмечает, что «в современном мире появилось множество сомнительных новых религиозных течений», а «некоторые из них можно назвать „фанатическими сектами“». Кроме того, он обращает внимание на такой признак как апокалиптические настроения, имеющие место в одноимённых движениях, обладающих «значительными финансовыми средствами». При этом проповедники одной разновидности «не призывают к актам насилия и считают себя вестниками возрождения или рождения нового человека», в то время как другие «сторонники таких движений стремятся подтолкнуть ход истории, провоцируя войну, голод, эпидемии». В связи с этим он обращает внимание на появление десятков «агрессивных движений, проповедующих различные варианты национализма, религиозного фундаментализма, фашизма и идеи конца света — от индуистских националистов до неофашистов в Европе и новых религиозных движений („Ветвь Давида“, Уэйко, штат Техас, Аум Синрикё и др)» и указывает на то, что «экстремистские религиозные группы используют химические, биологические и отравляющие вещества, например, „АУМ Синрикё“ — газ зарин в токийском метро, а также бактерии сибирской язвы с балкона здания в Токио».

## Формы религиозного экстремизма
Кандидат политических наук, доцент кафедры зарубежной истории, политологии и международных отношений Петрозаводского государственного университета М. И. Безбородов выделяет следующие формы религиозного экстремизма:
- внутриконфессиональный (направлен на глубокую деформацию конфессии);
- иноконфессиональный (направлен на устранение других конфессий);
- личностно-ориентированный (направлен на деструктивную трансформацию личности);
- этнорелигиозный (направлен на преобразование этноса):
- религиозно-политический (направлен на изменение политической системы);
- социальный (направлен на изменение социально-экономической системы).

В свою очередь Ю. В. Ахромеева выделяет:
- религиозное сознание (существует в индивидуальном и общественном виде), которое обладает признаками тоталитаризации и чрезмерного возвышения ценности «определённой совокупности религиозных идей в ущерб всем иным религиозным и светским идеям», а также нигилизма, который выражается в полном отказе от любых идей, включая религиозные, за исключением религиозного фанатизма — «безусловного верования в истинность единственной религиозной идеи (совокупности идей) и готовности следовать ей при любых обстоятельствах»
- религиозная идеология (религиозная доктрина), которая произвольным образом провозглашает единственное истинное объяснение имеющихся в мире сложностей и выступает с «предложением однозначных (истинных) способов их разрешения», решительно делит все явления в обществе на «добро» и «зло», придаёт исключительное и преобладающее значение «одному из аспектов бытия в ущерб остальным», отрицая устоявшуюся иерархию «общесоциальных (общечеловеческих) ценностей и нравственных норм» и противопоставляя собственную доктрину существующей культурной традиции, выступает с «игнорированием или принижением регулятивной значимости любых социальных, в том числе правовых норм общества, не соответствующих объявленной истинной религиозной доктрине»
- деятельность по внедрению в жизнь религиозного учения, которое объявлено единственно верным
- религиозные экстремистские организации как институциональное осуществления религиозного учения

Кроме того Ахромеева указывает, что «одной из современных форм религиозного экстремизма следует назвать нетрадиционные религиозные верования деструктивного характера», поскольку «они противопоставляют себя традиционным формам религии, ценностям и нормам существующей культуры», а также потому что «новые религиозные движения стремятся к теократии, в чём также выражается их экстремистская сущность», и, по мнению, исследовательницы, «воплощение в реальность подобных религиозных доктрин содержит в себе серьёзную опасность для общества».

## Борьба с религиозным экстремизмом
В качестве мер борьбы с религиозным экстремизмом Н. А. Наматов предлагает объединить усилия государства и общества и отмечает, что формы и «методы борьбы могут быть различными» и выделяет следующие:
- политические
- социологические
- психологические
- информационные
- силовые

Он считает, что «государство должно устранить социально-экономические и политические условия, способствующие возникновению экстремизма и пресекать противозаконную деятельность экстремистов». В свою очередь общество должно прибегнуть к «помощи общественных и религиозных объединений, СМИ» и противопоставив «экстремистским идеям гуманистические идеи и принципы толерантности, гражданского мира и согласия». Кроме того, Наматов считает, что «важную роль призвана сыграть правоприменительная практика», когда «в соответствии с нормами права ответственности подлежат не только организаторы и исполнители преступных акций экстремизма, но и их идейные вдохновители», а сама действенность от борьбы с религиозным экстремизмом «зависит от того, насколько последовательно и строго выполняются требования закона».